# Terrence McNally

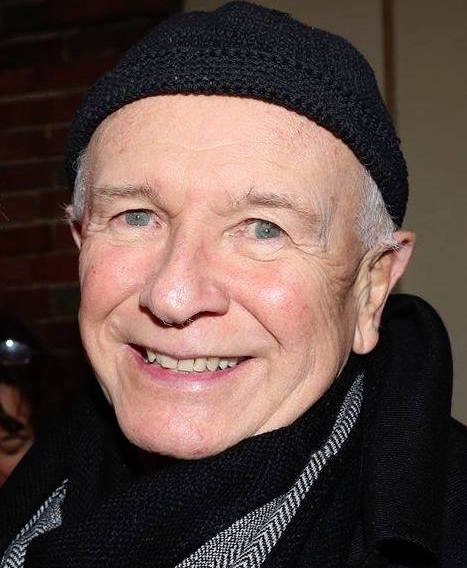
Terrence McNally, 2013

Terrence McNally (* 3. November 1938 in Saint Petersburg, Florida; † 24. März 2020 in Sarasota, Florida) war ein US-amerikanischer Dramatiker. Er gilt als einer der großen amerikanischen Dramatiker und wurde mit den wichtigsten Theaterpreisen seines Landes geehrt.

## Leben
McNally wurde am 3. November 1938 in St. Petersburg, Florida, als Sohn von Hubert Arthur und Dorothy McNally geboren, zwei New Yorker irisch-katholischer Herkunft. Seine Eltern betrieben eine Bar und einen Grill am Meer namens Pelican Club, der durch einen Hurrikan jedoch zerstört wurde, sodass die Familie kurzzeitig nach Port Chester zog. Kurze Zeit später allerdings zogen sie weiter nach Dallas und schließlich nach Corpus Christi. Dort erwarb und leitete Hubert McNally eine Bar und McNally besuchte die W.B. Ray High School. Als McNally acht Jahre alt war, nahmen seine Eltern ihn mit in das Musical Annie Get Your Gun mit Ethel Merman in der Hauptrolle, und bei einem weiteren Ausflug sah McNally Gertrude Lawrence in The King and I. Später sagte McNally: „Als ich On the Town sah, mit Frank Sinatra und Gene Kelly und Jules Munshin und der Staten Island Ferry und dem Empire State Building, sagte ich: ‚Dort will ich leben’. Ich habe es nie bereut.“
Im Jahr 1956 schrieb er sich am Columbia College ein. Dort gefiel ihm besonders ein zweisemestriger Shakespeare-Kurs, in dem die Studenten Shakespeares Stücke ungefähr in der Reihenfolge lasen, in der sie geschrieben wurden. Er trat der Boar's Head Society bei und schrieb die jährliche Columbia Varsity Show, mit Musik von Kommilitone Edward Kleban und unter der Regie von Michael Kahn. Er schloss sein Studium 1960 mit einem B.A. in Englisch und der Mitgliedschaft in der Phi Beta Kappa Society ab. 1961 wurde McNally vom Schriftsteller John Steinbeck angeheuert, um seine beiden Teenager-Söhne zu unterrichten, während die Familie Steinbeck eine Kreuzfahrt um die Welt unternahm. Auf der Kreuzfahrt stellte McNally einen Entwurf zur Eröffnungsszene von And Things That Go Bump in the Night fertig. Steinbeck bat McNally, das Libretto für eine Musical-Version des Romans East of Eden zu schreiben.
Terrence McNallys bisweilen opernhaft-groteske Stücke behandeln gesellschaftliche Probleme (Corpus Christi); Schwerpunkte bilden die Auseinandersetzung mit schwulen Lebensentwürfen (The Lisbon Traviata) und mit dem Leben Maria Callas’ (Master Class). Häufig beschäftigen sie sich auch mit dem Scheitern und Gelingen zwischenmenschlicher Kommunikation.  Für seine Stücke Love! Valour! Compassion! und Master Class erhielt er in den Jahren 1995 und 1996 jeweils den Tony Award für das Beste Theaterstück, für seine Arbeiten an den Musicals Kuss der Spinnenfrau und Ragtime wurde er außerdem mit zwei Tony Awards für das Beste Musicallibretto ausgezeichnet. 2019 erhielt er einen weiteren Tony Award für sein Lebenswerk.
Seine Theaterstücke sind auch in Deutschland erfolgreich. Ähnlich wie in der US-amerikanischen Provinz erregte sein Stück Corpus Christi in Deutschland Aufsehen aufgrund der Proteste aus manchen Kirchenkreisen, die in dem Stück eine blasphemische Auseinandersetzung mit Jesus Christus sehen.
Nachdem er mit dem 25 Jahre jüngeren Rechtsanwalt und Broadway-Produzenten Tom Kirdahy im Jahre 2001 in Vermont eine Civil Union eingegangen war, heiratete er ihn nach Öffnung der Ehe im Jahre 2010 in Washington, D.C. vor einem Pastor der United Church of Christ. Als Trauzeugin fungierte Tyne Daly und Kirdahy las eine Szene aus dem Stück Corpus Christi, in welcher die christusähnliche Figur namens Joshua zwei Apostel verheiratet. Der Grund für die neuerliche Zeremonie war nach McNally die gewünschte Gleichheit: “We want the ‚M‘ word. We don’t like separate but equal. We want equal.” (deutsch: „Wir wollten das ‚M‘-Wort. [Marriage = Heirat] Wir lieben es nicht separat aber gleich zu sein. Wir wollen Gleichheit.“)
2018 wurde er in die American Academy of Arts and Letters aufgenommen. McNally, der zuvor eine Lungenkrebserkrankung überstanden hatte und unter einer COPD litt, starb im März 2020 im Alter von 81 Jahren an den Folgen einer SARS-CoV-2-Infektion.

## Sonstiges
Im Oktober 2012 versuchten Abgeordnete der Chrysí Avgí und deren Anhänger, zusammen mit konservativen religiösen Führern, eine Theatervorstellung von Corpus Christi im Hytirio Theater in Athen zu stürmen. Bärtige Priester in schwarzen Roben wurden dabei beobachtet, wie sie Poster, die für die Veranstaltung warben, zerrissen.

## Werke
- Next (1969)
- Botticelli (1968)
- Witness (1968)
- Sweet Eros (1969)
- Bringing It All Home (1969)
- Whiskey (1973)
- Bad Habits (1974)
- The Ritz (1975)
- Frankie and Johnny in the Claire de Lune (1987)
- Andre’s Mother (1988)
- The Lisbon Traviata (1989)
- Lips Together, Teeth Apart (1991)
- Kuss der Spinnenfrau (Musical, 1992)
- Love! Valour! Compassion! (1994)
- Master Class (1995)
- Ragtime (Musical, 1996)
- Corpus Christi (1997)
- The Stendhal Syndrome (2004)
- Dedication or The Stuff of Dreams (2005)
- Some Men (2006)
- Deuce (2007)
- Unusual Acts of Devotion (2008)
- Golden Age (2009)
- Anastasia (Musical, 2016)

## Preise und Auszeichnungen (Auswahl)
Drama Desk Award

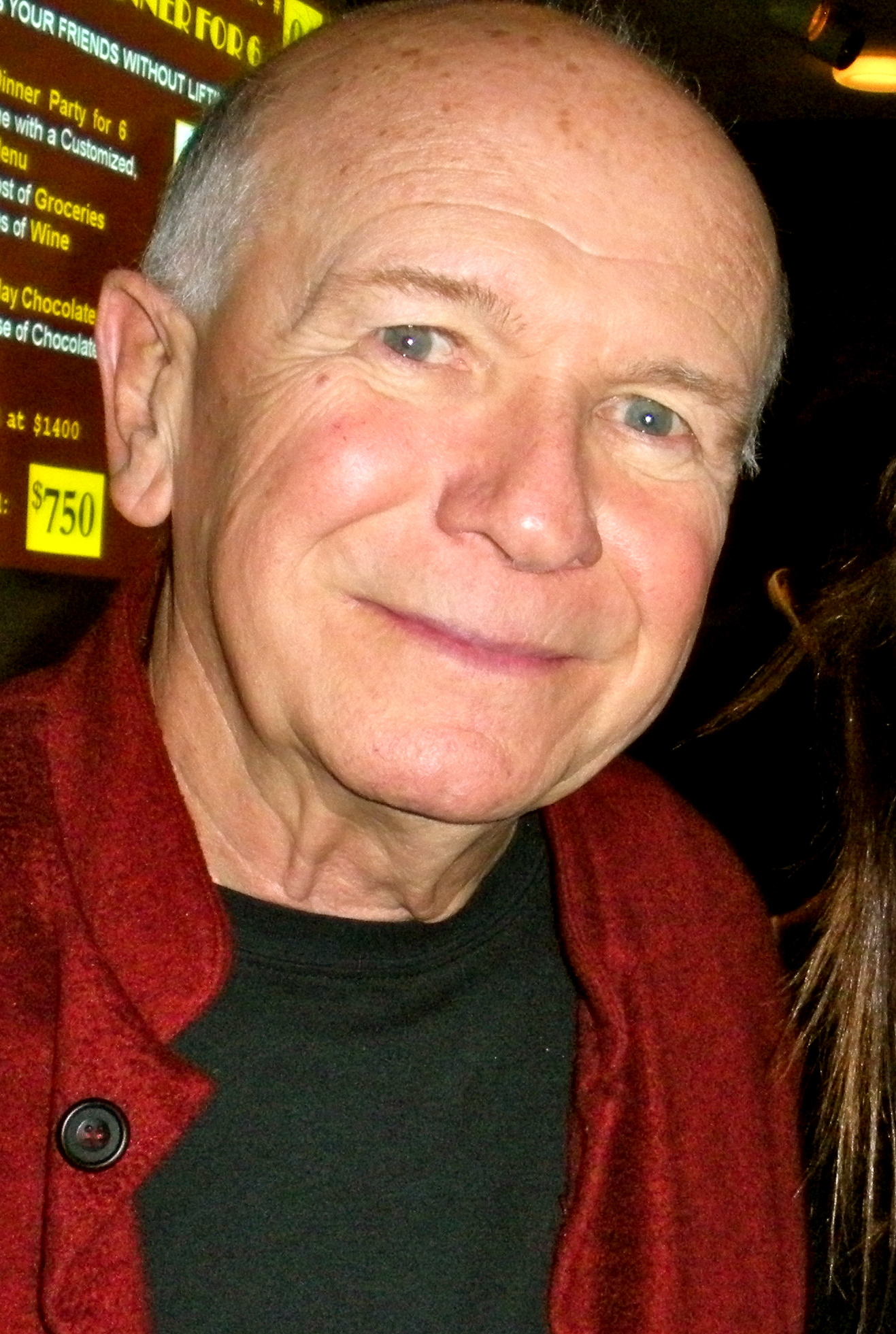
Terrence McNally (2009)

- 1975: Nominierung, Outstanding New American Play (The Ritz)
- 1992: Nominierung, Outstanding New Play (The Lisbon Traviata)
- 1992: Sieger, Outstanding New Play (Lips Together, Teeth Apart)
- 1995: Sieger, Outstanding Play (Love! Valour! Compassion!)
- 1996: Sieger, Outstanding Play (Master Class)
- 1998: Sieger, Outstanding Book of a Musical (Ragtime)
- 2001: Nominierung, Outstanding Book of a Musical (The Full Monty)
- 2003: Nominierung, Outstanding Book of a Musical (A Man of No Importance)
- 2006: Nominierung, Outstanding Play (Dedication or The Stuff of Dreams)
- 2007: Nominierung, Outstanding Play (Some Men)

Tony Award
- 1993: Sieger, Best Book of a Musical (Kiss of the Spider Woman)
- 1995: Sieger, Best Play (Love! Valour! Compassion!)
- 1996: Sieger, Best Play (Master Class)
- 1998: Sieger, Best Book of a Musical (Ragtime)
- 2001: Nominierung, Best Book of a Musical (The Full Monty)
- 2019: Auszeichnung für das Lebenswerk

Weitere Auszeichnungen
- 1974: Obie Award Sieger, Distinguished Play (Bad Habits)
- 1995: Obie Award Sieger für Bühnenstück (Love! Valour! Compassion!)
- 1990: Emmy Award Sieger, Outstanding Writing in a Miniseries or a Special (Andre’s Mother)
- 1992: Lucille Lortel Award Sieger, Outstanding Body of Work (Terrence McNally)
- 1992: Lucille Lortel Award Sieger, Outstanding Play (Lips Together, Teeth Apart)
- 1994: Pulitzer Prize for Drama Nominierung (A Perfect Ganesh)
- 1996: Aufnahme in die American Theater Hall of Fame
- 2018: Aufnahme in die American Academy of Arts and Letters